# Louis Vivin
Louis Vivin est un peintre naïf français autodidacte (Hadol, Vosges, 1861 - Paris, 1936). Avec le Douanier Rousseau, Camille Bombois, Séraphine Louis et André Bauchant, il est l'un des maîtres de l'art naïf en France.

## Sa vie
Fils d'un instituteur, il fréquente le lycée technique d'Epinal. Il est employé des Postes en 1879. Il y fait toute sa carrière tout en consacrant son temps libre à la peinture. Il prend sa retraite en 1922, ce qui lui permet de se consacrer entièrement à son art jusqu'en 1934 où une paralysie du bras droit le contraint à abandonner la peinture. Sa première exposition a lieu au Salon des agents des Postes de 1889, mais c'est grâce à l'attention du critique d'art Wilhelm Uhde qui organise les premières expositions personnelles du Douanier Rousseau en 1909 et de Louis Vivin en 1925, qu'il sort de l'anonymat. La consécration internationale arrive un an après sa mort, lors de l'exposition des Maîtres populaires de la réalité organisée par Uhde en 1937.

## Son œuvre
Ses œuvres, qui représentent principalement des monuments historiques parisiens, les quartiers de Montmartre, du Sacré-Cœur et le quai de  la Seine sont peintes d'après des cartes postales ou d'autres documents qu'il avait l'habitude de collectionner. Autodidacte, ignorant la perspective et les ombres, les façades géométrisées de ses monuments y sont parfois animés de petits personnages.

## Collections publiques
- Musée du Vieux-Château (Laval)
  - Allégorie de l'Abondance
  - Paris, église et autobus
  - Paris, église Saint-Germain l'Auxerrois
  - Paris, Gare du Nord
  - Paris, le Panthéon
  - Paris, le Quai d'Orsay et la Seine
  - Paris, Quai d'Orsay
  - Paris, Sacré Cœur
  - Paris, Sainte Chapelle
- Musée d'art et d'archéologie de Senlis, Senlis
  - Chasse aux cerfs et aux sangliers
  - Le Cerf et les Loups
  - Le Chevalet de Notre-Dame de Paris
  - Le Port
  - Nature morte au citron
  - Notre-Dame de Paris
  - La Cathédrale de Reims
  - La Chasse
  - Venise
- LaM, Villeneuve-d'Ascq
  - Le Trianon
- MoMA, New York
  - Le Mariage